# Kohoutek
Kohoutek var den västtyska musikgruppen Kraftwerks första singel och den gavs ut på av skivbolaget Phonogram på etiketten Philips 1973. Den innehåller två tidiga versioner av låten Kometenmelodie som senare också gavs ut i en helt annorlunda version året efter på albumet Autobahn. Denna låt hade bandet tidigare spelat live och då under namnet Kometenmelodie - det vill säga kometmelodin. Att den döptes om till Kohoutek berodde på att kometen Kohoutek, som upptäckts av den tjeckiske (då tjeckoslovakiske) astronomen Lubos Kohoutek från ett observatorium i Hamburg, just under tiden för skivsläppet var en medialt uppmärksammad företeelse.